# Kuta Reusep
Kuta Reusep is een bestuurslaag in het regentschap Bireuen van de provincie Atjeh, Indonesië. Kuta Reusep telt 190 inwoners (volkstelling 2010).